# Castelul Béldy Ladislau din Budila
Castelul Béldy Ladislau este un monument istoric aflat în localitatea brașoveană Budila. Castelul se află pe lista monumentelor istorice sub codul LMI:  BV-II-a-A-11615. Astăzi este sediul primăriei și al consiliului local din localitate.

## Istoric
Castelul a fost finalizat în anul 1731 și a fost reședința familiei nobiliare Béldy până în anii 1940.

## Imagini

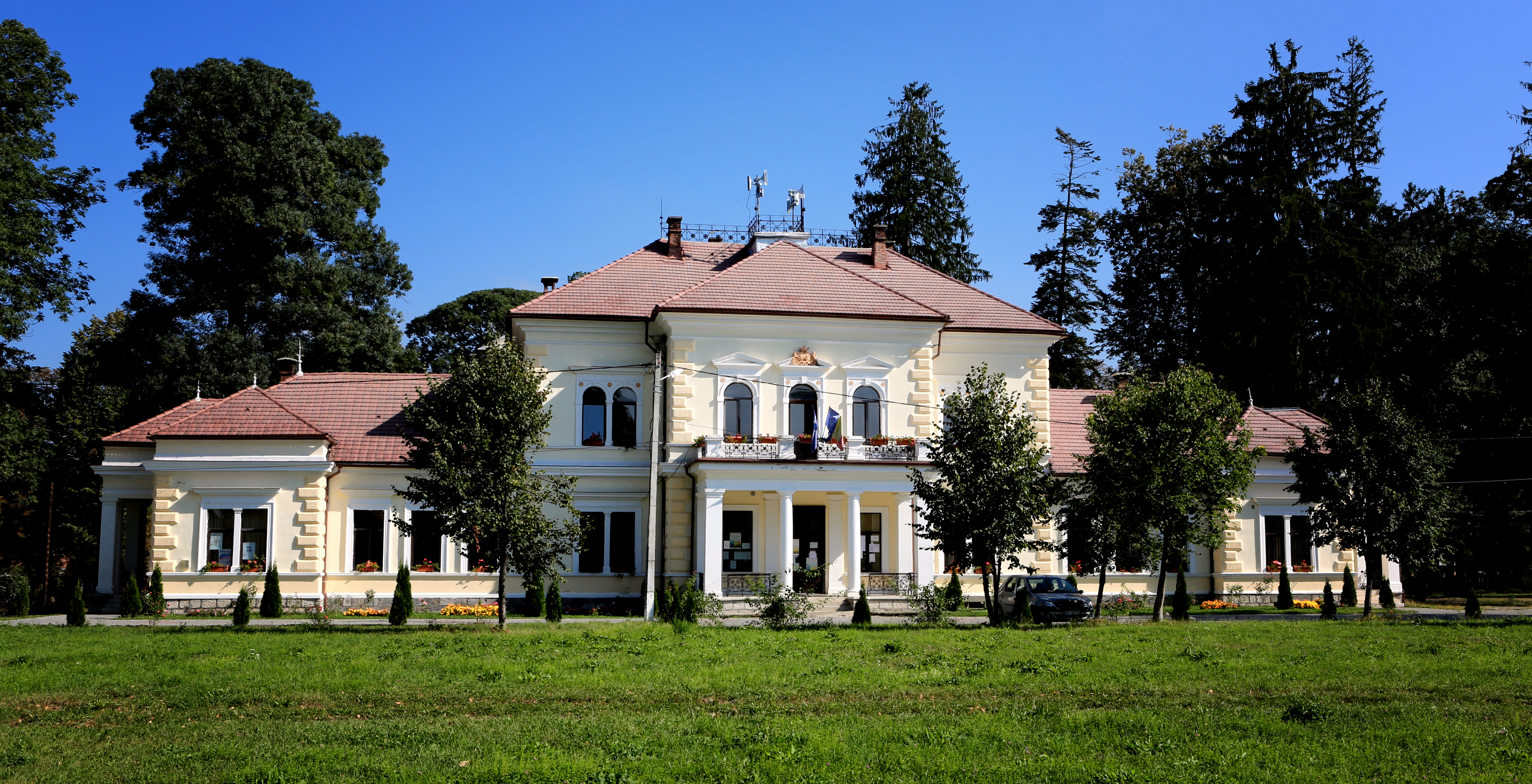
Castelul Beldy